# Kolumna Fryderyka Wilhelma II
Kolumna Fryderyka Wilhelma II (niem. Säule (Denkmal) König Friedrich Wilhelm II) – pomnik wzniesiony we Wrocławiu, w Parku Szczytnickim.

## Historia
Pomnik w formie cylindrycznej kolumny na kwadratowym postumencie. Wzorowana na kolumnie Trajana. Wewnątrz kolumny znajduje się metalowa drabinka umożliwiająca wejście na górę. Pierwotnie na szczycie kolumny znajdował się posąg króla Prus Fryderyka Wilhelma II (usunięty po 1945). W 1797 po śmierci króla wzniesiono w tym miejscu kolumnę drewniano-gipsową ku jego czci. Ta kolumna spłonęła w 1805 i w 1806 została zastąpiona obecną, murowaną kolumną. W 2016 kolumnę odrestaurowano. Podczas remontu odnaleziono fragment ręki zniszczonego posągu króla, który był wykonany z piaskowca i miał 2,4 m wysokości.